# Symblepharis krausei
Symblepharis krausei là một loài Rêu trong họ Dicranaceae. Loài này được (Lorentz) Ochyra & Matteri miêu tả khoa học đầu tiên năm 1996.